# Roberto Mieres
Roberto Casimiro Mieres (Mar del Plata, Argentina; 3 de diciembre de 1924-Punta del Este, Uruguay; 26 de enero de 2012) fue un piloto de automovilismo y velerista argentino.
Compitió 17 Grandes Premios de Fórmula 1 desde 1953 hasta 1955, obteniendo tres cuartos puestos y dos quintos que le otorgaron 13 puntos de campeonato. Finalizó octavo en el campeonato de pilotos de 1955. Tiene el récord de mayor remontada: del 32.º al 6º, remontando un total de 26 posiciones. Asimismo, marcó la vuelta rápida en Países Bajos 1955.
En 1959 ganó los 1000 km de Daytona del United States Auto Club con un Porsche 718 RSK junto con Antonio von Döry.
Por su parte, participó en los Juegos Olímpicos de Roma 1960 en vela clase star, resultando 19º.

## Resultados

### Fórmula 1
(Clave) (negrita indica pole position) (cursiva indica vuelta rápida)

| Año  | Escudería                 | 1       | 2       | 3       | 4       | 5       | 6       | 7     | 8       | 9     | Pos. | Puntos |
| ---- | ------------------------- | ------- | ------- | ------- | ------- | ------- | ------- | ----- | ------- | ----- | ---- | ------ |
| 1953 | Équipe Gordini            | ARG     | 500     | NED Ret | BEL     | FRA Ret | GBR     | GER   | SUI     | ITA 6 | NC   | 0      |
| 1954 | Roberto Mieres            | ARG Ret | 500     | BEL Ret | FRA Ret | GBR 6   | GER Ret |       |         |       | 11.º | 6      |
| 1954 | Officine Alfieri Maserati |         |         |         |         |         |         | SUI 4 | ITA Ret | ESP 4 | 11.º | 6      |
| 1955 | Officine Alfieri Maserati | ARG 5   | MON Ret | 500     | BEL 5‡  | NED 4   | GBR Ret | ITA 7 |         |       | 8.º  | 7      |